# Monocerotesa confluens
Monocerotesa confluens är en fjärilsart som beskrevs av Felix Bryk 1948. Monocerotesa confluens ingår i släktet Monocerotesa och familjen mätare. Inga underarter finns listade i Catalogue of Life.